# Midtown Madness
Midtown Madness（ミッドタウンマッドネス）は、マイクロソフト社から発売されたレースゲーム。
続編に、Midtown Madness 2とMidtown Madness 3がある。

## シリーズ
- 1999年6月25日、シカゴを舞台にした『ミッドタウンマッドネス』がPCソフトとして発売される。開発元はAngel Studios。
- 2000年12月1日、サンフランシスコとロンドンを舞台にした『ミッドタウンマッドネス2』がPCソフトとして発売される。1作目と同じく開発元はAngel Studios。
- 2003年8月7日、パリとワシントンを舞台にした『ミッドタウンマッドネス3』が、マイクロソフト社のゲーム機Xboxの発売に伴いXbox用のソフトとして発売されたが、PC版は発売されていない。開発元は『バトルフィールド』のEA Digital Illusions CE。隠し車種として「モーターヘッド」（日本ではマイクロマウスよりPC版のみ発売）の車が登場する。（開発元が同じなため）
  - 2010年4月15日、Xbox 360での互換動作は結局未対応のままでサービス終了。

## 特徴
舞台がサーキットではなく公道で、マップ中を縦横に走行できるシステムは当時としては珍しく、一般車、歩行者、パトカー等を交えた自由度の高いスタイルは、レースゲーム好きのプレイヤーに衝撃を与えた。ゲームモードは主に「サーキットレース」「チェックポイント」「タイムトライアル」「シティドライブ」などがある。またPC版は数多くのオリジナルファイル作成がファンによってなされ、マップ、車、追加MOD等がインターネットからダウンロードできる。そのため、発売から長い年月が経っている1、2作目でさえ、未だに数多くのファンが存在する。また、それらの車はデフォルト車よりも凝った作り込みがされている場合が多く、ドライバー、エンジン音、ダッシュボードなどがリアルに再現されており、プレイステーションなどのゲーム機のソフトに負けず劣らずのグラフィックとなっている。